# Bombylius austini
Bombylius austini är en tvåvingeart som beskrevs av Joseph Hannum Painter 1933. Bombylius austini ingår i släktet Bombylius och familjen svävflugor.
Artens utbredningsområde är Texas. Inga underarter finns listade i Catalogue of Life.